# Alessandro Barchiesi
Alessandro Barchiesi (* 1955 in Padua) ist ein italienischer Altphilologe (Latinist).

## Lebenslauf
Von 1973 bis 1986 zunächst Student bei Gian Biagio Conte, dann bei diesem als Wissenschaftlicher Mitarbeiter an der Scuola Normale Superiore di Pisa tätig, wurde Barchiesi 1987 außerordentlicher Professor an der Universität Mailand und erhielt 1990 den Ruf zum ordentlichen Professor an die Universität Verona, wo er auch dem Institut für Klassische Philologie vorstand. Ab 2000 war Barchiesi ordentlicher Professor für Lateinische Literatur an der Universität Siena, Philosophische Fakultät Arezzo, sowie Gesue and Helen Spogli Professor of Italian Studies an der Stanford University. Seit 2016 ist Barchiesi Professor of Classics an der New York University.
Daneben war Barchiesi in kurzfristigen Positionen als Visiting Professor oder Lecturer an den Universitäten Princeton, Harvard, Austin, Stanford, Oxford, Cambridge, Rom, Buenos Aires, Pretoria, Durban und Victoria (Kanada) sowie mit einzelnen Vorlesungen und Seminaren an etlichen Hochschulen in Großbritannien, USA, Kanada, Italien, Spanien, Frankreich, Griechenland und Deutschland tätig. 2010/2011 war er Sather Professor an der University of California, Berkeley, im November 2012 Martin Lecturer am Oberlin College. 2012 wurde er zum ordentlichen Mitglied der Academia Europaea gewählt.
Ferner ist er Mitbegründer der Zeitschrift Materiali e discussioni per l’analisi dei testi classici, Herausgeber eines neuen, internationalen Kommentars zu Ovids Metamorphosen für die „Fondazione Lorenzo Valla“ sowie Mitherausgeber der Zeitschrift „Studi Italiani di Filologia Classica“.
Barchiesi ist der Sohn des Latinisten Marino Barchiesi (1924–1975).

## Leistungen
Alessandro Barchiesi hat sich den Ruf als einer der weltweit führenden Interpreten lateinischer Literatur erworben. Sein Schwerpunkt liegt im Bereich der augusteischen Dichtung, insbesondere Ovid, was sich in seinem Buch Il poeta e il Principe (1994 auf Italienisch, 1997 als The Poet and the Prince auf Englisch erschienen) sowie in der Aufsatzsammlung Speaking Volumes (2001) niederschlägt, doch erstreckt sich seine Kompetenz weit darüber hinaus bis zu griechischer Dichtung und ihrer Rezeption in der römischen Literatur, Literaturtheorie sowie dem Verhältnis von Literatur und Bildender Kunst in der Antike.

## Werke (Auswahl)
Monographien
- La traccia del modello. Effetti omerici nella narrazione virgiliana, Istituto Editoriali e Poligrafici, 1984, ISBN 978-88-427-1328-9.
  - Englische Übersetzung: Homeric Effects in Vergil’s Narrative. Princeton, 2015.
- Il poeta e il principe. Ovidio e il discorso augusteo. Roma-Bari, 1994.
  - Englische Übersetzung: The poet and the prince. Ovid and Augustan Discourse. Berkeley-Los Angeles, 1997 (online).
- Speaking volumes. Papers on Ovid and Roman intertextuality. London, 2001.
- The Geopoetics of Vergil's Aeneid. Cambridge University Press, Cambridge 2020, ISBN 978-0-521-82398-2.

Ausgaben, Übersetzungen, Kommentare
- Publio Virgilio Marone, Georgiche. Traduzione, note e cura di A. Barchiesi, Introduzione di Gian Biagio Conte. Arnoldo Mondadori Editore, Mailand 1980.
- Lucio Anneo Seneca, Le Fenicie. Traduzione e cura, Collana Il convivio. Marsilio, Venedig 1988.
- P. Ovidii Nasonis, Epistulae Heroidum 1–3. Le Monnier, Florenz 1992, ISBN 978-88-00-81258-0.
- Ovidio, Metamorfosi. Herausgegeben von Alessandro Barchiesi, Einführung von Charles Segal, übersetzt von Ludovica Koch und Gioachino Chiarini, Kommentar von A. Barchiesi, Philip Hardie, Edward J. Kenney, Joseph D. Reed und Gianpiero Rosati, 6 Bände, Scrittori greci e latini, Fondazione Lorenzo Valla, Arnoldo Mondadori Editore, Mailand 2005–2015 (Band I: Bücher I-II, 2005; Band II: Bücher III-IV, 2007; Band III: Bücher V-VI, 2009; Band IV: Bücher VII-IX, 2011; Band V: Bücher X-XII, 2013; Band VI: Bücher XIII-XV, 2015).

Herausgeberschaften
- (Hrsg., mit Philip Hardie und Stephen Hinds): Ovidian Transformations. Cambridge PCPS Suppl. 1999.
- (Hrsg., mit Antonio Aloni und Alberto Cavarzere): Iambic Ideas. Lanham MD, 2001 (online).
- (Hrsg., mit Jörg Rüpke und Susan Stephens): Rituals in ink. A Conference on Religion and Literary Production in Ancient Rome, held at Stanford University in February 2002. Steiner, Stuttgart, 2004 (Potsdamer altertumswissenschaftliche Beiträge, Bd. 10), ISBN 3-515-08526-2 (online).
- (Hrsg., mit Walter Scheidel): The Oxford Handbook of Roman Studies. Oxford University Press, Oxford, 2010, ISBN 978-0-19-921152-4 (online).

Beiträge in Sammelbänden
- Deborah H. Roberts, Francis M. Dunn, Don Fowler (Hrsg.): Classical closure. Princeton 1997.
- Charles Martindale (Hrsg.): The Cambridge Companion to Virgil. 1997.
- Stephen J. Harrison (Hrsg.): Oxford Readings in the Roman Novel. 1999.
- Philip Hardie (Hrsg.): Virgil. Critical assessments. Routledge, London, 1999.
- Dirk Obbink, Mary Depew (Hrsg.): Matrices of Genre: Authors, Canons, and Society. Harvard UP, Cambridge (Mass.) 2000.
- Stephen J. Harrison (Hrsg.): Texts, Ideas and the Classics. OUP, Oxford, 2001.
- Deborah Boedeker, David Sider (Hrsg.): The New Simonides. Contexts of Praise and Desire. OUP, Oxford 2001.
- Denis Feeney, Tony Woodman (Hrsg.): Horace. Form and content. Cambridge, 2001.
- Philip Hardie (Hrsg.): The Cambridge Companion to Ovid. 2002.